# Josep Maria Figueras
Josep Maria Figueras Bassols (Barcelona, 18 de diciembre de 1928 - ibídem, 30 de marzo de 1994) fue un empresario y político español.

## Biografía
Licenciado en Ciencias Químicas, su inicio en el mundo empresarial estuvo ligado a la construcción. En 1953, Figueras montó, junto con su amigo Josep Ildefons Suñol la empresa de construcción Fisu, que más tarde tomaría el nombre de Hábitat.
En el sector inmobiliario, promovió la edificación de gran cantidad de viviendas en la periferia barcelonesa, así como la urbanización de los terrenos liberados tras la demolición del antiguo campo de fútbol del F.C. Barcelona, Les Corts. Sin embargo, fue más allá de la mera construcción, siendo uno de los primeros empresarios de la construcción de España que se preocupó por dotar a algunas de sus obras de excelencia arquitectónica, promoviendo edificios como el Trade, obra de José Antonio Coderch (1965), o las viviendas de Les Escales Park, de Josep Lluís Sert.
Dentro del mundo inmobiliario barcelonés, Figueras fue reconocido por ser una persona cultivada y amante del arte. En 1966, fundó el Centro de Estudios de Historia Contemporánea.
Tras la muerte de Franco, Figueras entró en la política, promoviendo en 1976 el partido liberal Acció Democràtica, el cual se fusionó en septiembre de dicho año con la Lliga Liberal Catalana formando la Lliga de Catalunya-Partit Liberal Català para presentarse a las futuras elecciones generales de 1977. Tras el contundente fracaso en dichas elecciones (sólo obtuvo 20.103 votos, un 0,66%), Figueras abandonó la política, siendo elegido, en 1979, presidente de la Cámara de Comercio, Industria y Navegación de Barcelona, puesto desde el que lideró la creación de numerosos nuevos proyectos empresariales o la consolidación de la Feria de Muestras de Barcelona (Fira de Barcelona). Figueras permaneció al frente de la Cámara de Comercio hasta 1991. También fue presidente del Consejo Superior de Cámaras de Comercio de España entre 1979 y 1986, y de la Feria de Muestras de Barcelona entre 1979 y 1987.

## Obras
- ¿Qué es el capitalismo? (1976);
- Catalunya com a exemple (1977);
- De el capital al capitalismo (1980).